# Queen's Lane Coffee House

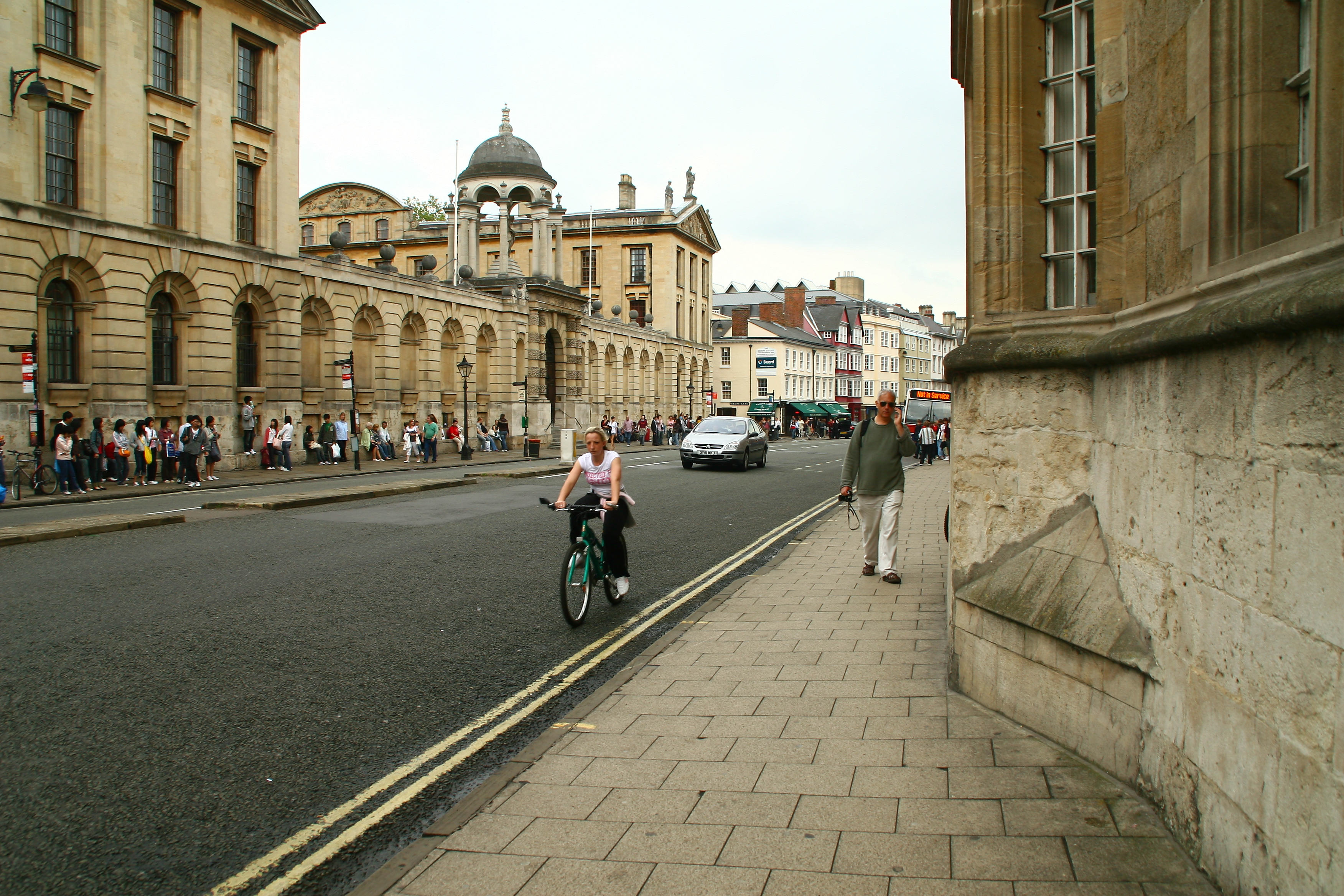
Vista del 'High Street' en Oxford, con la Queen's Lane Coffee House vista en lontananza, pasado el Queen's College a la izquierda.

El Queen's Lane Coffee House es un coffeehouse histórico que data del año 1654, se encuentra en la ciudad de Oxford (Inglaterra). Se encuentra situado en el High Street, esquina con el Queen's Lane. Es popular junto con la existencia de la Oxford University por haber sido el sitio donde se sirvió café en Inglaterra. Se encuentra muy cercano al The Queen's College al oeste y al St Edmund Hall por el norte.